# Lioglyphostoma aguadillanum
Lioglyphostoma aguadillanum é uma espécie de gastrópode do gênero Lioglyphostoma, pertencente a família Pseudomelatomidae.